# Jiang Qin
Jiang Qin (168 - 219) était un officier militaire chinois sous les rangs de la famille Sun lors de la fin de la dynastie Han en Chine antique. Au service des seigneurs de guerre Sun Ce et Sun Quan, il fut actif dans plusieurs conquêtes territoriales et batailles. Habile navigateur, le commandement des flottes militaires lui fut souvent confié. 
Il est ami avec Zhou Tai. 

## Biographie
En 195, alors commandant avec commande indépendante, il accompagna Sun Ce lors de la conquête des districts de Danyang, Wu et Kuaiji. En l’an 200, il suivit également Sun Ce dans la conquête du district de Yuzhang et devint peu après commandant de Geyang où, ayant juridiction sur trois comtés, il éradiqua les bandits. 
Après la mort de Sun Ce, il fut commandant en chef de la division de l’Ouest et pacifia plusieurs comtés en combattant les tribus Shanyue. Pour ces réussites, il fut promu au titre de général des gentilshommes de la Maison qui vainc les Yue et reçut éventuellement les fiefs de Jingqu et Zhaoyang. Quelques années plus tard, il prêta main-forte à He Qi dans la répression des bandits de Yi dans les vallées de la rivière Min où il fut à la tête d’une force de 10 000 hommes. Toujours aux côtés de He Qi, il participa à la conquête de nouveaux territoires au sud-est, par l’entremise de plusieurs campagnes militaires fructueuses dans le district de Xindu. 
En l’an 215, il combattit bravement lors de la bataille de Hefei et Sun Quan le récompensa des titres de général qui terrifie les criminels et de contrôleur de Ruxu. Jiang Qin impressionna grandement Sun Quan par sa droiture et sa générosité et n’hésita pas à faire l’éloge de Xu Sheng même après que celui-ci a recommandé l’exécution de l’un de ses officiers en son absence. Sa grande vertu lui valut également l’admiration de son seigneur. 
Une anecdote témoignant de ce fait paraît d'ailleurs dans sa biographie du Sanguo Zhi :

« Un jour, Sun Quan entra dans les appartements intérieurs de la maison de Jiang Qin et s'aperçut que la mère de Jiang Qin disposait seulement d'un léger rideau de lit et de couvertures de cotton, et que ses femmes et concubines se vêtirent seulement de simples robes en tissu. Sun Quan, grandement impressionné par la vertu de Jiang Qin et de sa vie frugale en dépit de son haut rang, ordonna à sa propre maisonnée de confectionner des couvertures de soie pour la mère de Jiang Qin et de changer ses rideaux pour des meilleurs. Ses femmes et concubines reçurent des vêtements de soie brodés. »

En l’an 217, Jiang Qin fut responsable des forces navales lors de la bataille de Ruxu. Bien que la flotte ait été endommagée par une tempête, Cao Cao dut tout de même se replier, subissant la défaite. 
En l’an 219, il participa à l’excursion militaire dans la province de Jing où il dirigea une flotte sur la rivière Han afin de prévenir une contre-attaque. À son retour, Jiang Qin mourut de la maladie.

## Son personnage dans le roman
Dans le roman Histoire des Trois Royaumes écrit par Luo Guanzhong, le personnage de Jiang Qin apparaît dans plusieurs épisodes dont les récits historiques ne mentionnent pas sa présence. Le roman fait aussi de Jiang Qin un acolyte de Zhou Tai, qui ensemble, sont souvent affectés conjointement aux mêmes ordres. 
Jiang Qin est d'abord introduit au chapitre 15 alors qu'il joint Sun Ce aux côtés de Zhou Tai après qu'ils ont incendié le camp de Zhang Ying à Niuzhu. Tous deux d'anciens brigands, ils décident de joindre Sun Ce à cause de la réputation de ce dernier et gonflent ses rangs de leurs 300 supporters. Jiang Qin est alors nommé commandant de l'avant-garde et assiste Sun Ce dans sa guerre contre Liu Yao où lors du siège de Moling, il tue Chen Heng d'une flèche. Il accompagne ensuite Sun Ce dans la suite de sa conquête du Jiangdong où aux côtés de Chen Wu et Han Dang, il met en déroute Yan Yu au pont de l'Érable, dans le district de Wujun. 
Aux chapitres 44 et 45, peu avant la bataille de la Falaise rouge, Jiang Qin dirige conjointement avec Zhou Tai la seconde brigade lors de l'attaque navale aux Trois Rivières. Supportant les forces de Gan Ning en dirigeant l'aile droite de l'armée, il contribue à la victoire sur les troupes de Cao Cao. Lors de la bataille de la Falaise Rouge, il est assigné à la tête du troisième esquadron de soutien à Huang Gai, qui mettra à feu la flotte entière de Cao Cao.
Jiang Qin se porte volontaire au chapitre 51 pour attaquer la ville de Nanjun. Zhou Yu lui confie alors l'avant-garde de l'offensive, mais ce dernier, incapable de vaincre Cao Ren doit se replier. Pour cet échec, Jiang Qin échappe de près à la peine capitale. Il participe ensuite à l'embuscade qui mettra en déroute les forces de Cao Ren et qui permettra également à Liu Bei de s'emparer de la province de Jing. 
Au chapitre 55, Sun Quan charge Jiang Qin et Zhou Tai de lui ramener les têtes de Liu Bei et de sa sœur Sun Shang Xiang, nouvelle épouse de ce dernier. Cependant, ceux-ci ne pourront mener à bien cette directive et Liu Bei regagnera le bassin nord du Yangzi. 
Plus tard, il accompagne Sun Quan lors de la bataille de Hefei et lorsque celui-ci conclut une trêve avec Cao Cao, il est chargé avec Zhou Tai de garder Ruxu. Enfin, aux chapitres 75 et 76, Jiang Qin participe à l'assaut de la province de Jing et met Guan Yu en déroute grâce à la complicité de plusieurs autres généraux du Sud. 